# جمعية مملكة إيران
جمعية مملكة إيران (بالفارسية: انجمن پادشاهی ایران، "Anjoman-e Pâdeshâhi-ye Irân")، وأيضا جنود جمعية مملكة إيران، لجنة إيران الملكية إيران، أو توندار (بالفارسية: تندر)، هي مجموعة إيرانية ملكية في المنفى ومقرها في لوس أنجلوس بالولايات المتحدة الأمريكية تسعى للإطاحة بالجمهورية الإسلامية واستعادة الملكية الإيرانية السابقة. المجموعة محظورة حاليًا في جمهورية إيران الإسلامية. «تندر»، وهو الاسم الذي يعني «الرعد» باللغة الفارسية، ليست على قائمة المنظمات الإرهابية الأمريكية.

## الأصول
مع أنها كانت تسمى «مجموعة المنفى غير معروفة»، فقد ظهرت الجمعية في عدة أخبار في السنوات الأخيرة. تأسست المجموعة وترأسها فرود فولادفاند الذي يُقال إنه مفقود منذ يناير 2007.

## الأنشطة والأنشطة المزعومة

### تفجيرات
ذكرت مؤسسة جيمستاون أن المنظمة تحملت مسؤولية تفجير شيراز عام 2008 في مسجد حسينية سيد الشهداء حيث قتل 12 شخصًا وجرح 202. قُبض على محمد رضا علي زماني وأرش رحماني بور، اللذين زعمت الحكومة أنهما عضوان في الجمعية، وحوكما بتهمة التفجير من قبل القضاء في إيران. في يناير 2010 تم إعدامهم بسبب «محاربة الله» ومحاولة الإطاحة بالنظام الإيراني. أنكر متحدث باسم الجمعية أن علي زماني قد لعب أي دور في الاحتجاجات التي أعقبت الانتخابات، وذكر أنه كان يعمل مع المنظمة، ولكن وظيفته كانت «مجرد نقل الأخبار لمحطتنا الإذاعية وتقديم حزم البث».

### 2005
في عام 2005، اعتصم 56 إيرانيًا ضد الحكومة الإسلامية الإيرانية في مطار بروكسل لرفضهم مغادرة طائرة لوفتهانزا. عرّف متظاهر واحد على الأقل، أرمين أتشغار، نفسه كعضو في المجموعة وقال للصحافة «نريد من الاتحاد الأوروبي أن يزيح الزعماء الإسلاميين من إيران». وورد أن المجموعة كانت نشطة أيضًا في عرض النوروز الفارسي السنوي في مدينة نيويورك.

### 2010
في عام 2010، اتهمت إيران المنظمة بالتخطيط لهجمات إرهابية داخل أراضيها. تدير مجموعة محطات الإذاعة والتلفزيون المعارضة لإيران ودعت إلى الإطاحة بالحكومة الإيرانية.
أنكر أعضاء المجموعة أن الجماعة هي منظمة إرهابية وأنكروا تورطهم في الهجمات في إيران.
قال محللون أن إيران ربما تشير أصابع الاتهام إلى تندر لأنها تفضل «إلقاء اللوم على المعارضة الداخلية والاضطرابات على القوى الخارجية».
في يناير 2010، استدعت إيران السفير السويسري في إيران، الذي يمثل مصالح الولايات المتحدة في إيران، للمطالبة بتسليم الأفراد المرتبطين بالمجموعة، الذين تعتقد إيران أنهم وراء اغتيال مسعود الإحمدي، أستاذ الفيزياء النووية في إيران. طهران الذي قتل في انفجار قنبلة.

### 2020
في 1 أغسطس 2020، أعلنت وزارة الاستخبارات والأمن الوطني عن اعتقال المتحدث باسم التجمع جمشيد شارحد. بث التلفزيون الإيراني الرسمي تقريرًا عن اعتقال شارحد، يربطه بتفجير مسجد الحسينية سيد الشهداء في شيراز عام 2008. كما قالت إن مجموعته كانت وراء تفجير عام 2010 في ضريح روح الله الخميني في طهران مما أدى إلى إصابة عدة أشخاص.

## روابط خارجية
- نسخة محفوظة 5 مارس 2016 على موقع واي باك مشين. دعوة للنقاش حول الإسلام، نشرتها واشنطن بوست.
- موقع إلكتروني نسخة محفوظة 28 يناير 2021 على موقع واي باك مشين.